# Dezhou
Dezhou (en chino, 德州; pinyin, Dézhōu (escuchar)ⓘ) es una ciudad-prefectura en la provincia de Shandong, oriente de la República Popular China. Limita al norte con Cangzhou, al sur con Jinan, al oeste con Hengshui y al este con Binzhou. Su área es de 10 357 km² y su población total para 2010 superó los 5,56 millones habitantes. 

## Administración
La ciudad prefectura de Dezhou administra 1 distrito, 2 ciudades a nivel de municipio y 8 condados:

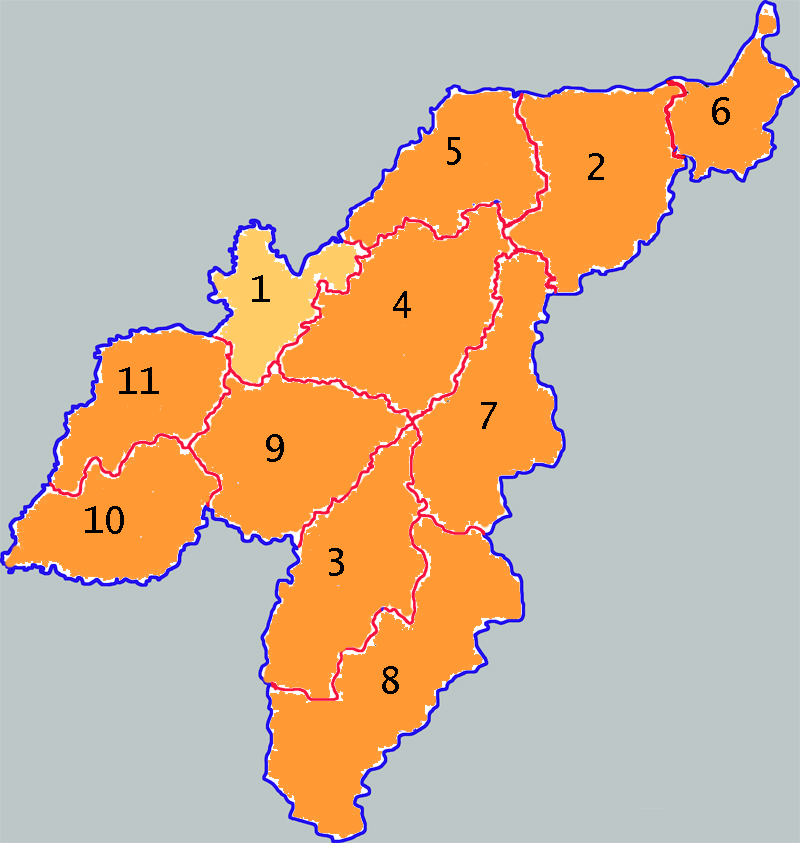

- Distrito Decheng (德城区)
- Ciudad Laoling (乐陵市)
- Ciudad Yucheng (禹城市)
- Condado Lingxian (陵县)
- Condado Pingyuan (平原县)
- Condado Xiajin (夏津县)
- Condado Wucheng (武城县)
- Condado Qihe (齐河县)
- Condado Linyi (临邑县)
- Condado Ningjin (宁津县)
- Condado Qingyun (庆云县)

## Toponimia
El topónimo Dezhou [/Də-zhóu/] se relaciona con su ubicación. La ciudad yace en la llanura aluvial del curso inferior del río Amarillo.
Una enseñanza tradición habla de la  teoría de los Cinco Elementos (madera, agua, fuego, metal, tierra), la dinastía Zhou se atribuyó tener la 'virtud del fuego', y como la dinastía Qin derrotó a la dinastía Zhou, Qin se atribuyó tener la 'virtud del agua', ya que esta apaga el fuego, para celebrar tal hecho, renombró al río Amarillo como río De (德水 Deshui lit. 'la virtud del agua'). Durante la dinastía Han, existía un condado llamado Ande (安德 paz del [río] De), abreviado como De (德 'virtud'). Para el año 583 durante la dinastía Sui, el condado ya se había expandido lo suficiente para organizarlo en Provincia Zhou (州) por lo que se renombró Dezhou (Provincia De') con capital en Ande. Según Nombres de los condados actuales (今县释名) durante la dinastía Han, se encontraba el Condado Ande, Dezhou se fundó durante la dinastía Sui, y Dezhou obtuvo su nombre de ahí.

## Historia
La historia de Dezhou es de más de cuatro mil años, según los artículos hechos de barro que se han encontrado en la zona. Según la leyenda Yu el Grande dragó nueve ríos para controlar las inundaciones y cinco de los ríos corren a través Dezhou. La región de Dezhou se estableció en 1950 y ascendido a ser una ciudad en 1994.
Dezhou se encuentra en la ruta de trenes de Beijing a Shanghái, que se conoce como el Ferrocarril Jinghu. Dezhou siempre ha sido un importante centro de transporte desde la antigüedad (especialmente después de la Dinastía Ming). El Río Amarillo y el Gran Canal de China pasan por aquí. En Dezhou esta la tumba del Sultan Paduka Pahala de Sulú, que murió en Dezhou en su viaje de vuelta de una visita al emperador Yongle en el 1417.

## Clima
Dezhou está situada en una llanura aluvial formada por el río Amarillo. Por lo tanto, el terreno de Dezhou es alto en el suroeste y bajo en el noreste. Las tierras altas, campos en declive, y depresiones son los rasgos principales.
La ciudad tiene un clima cálido templado, la región tiene cuatro estaciones con períodos de frío y calor, húmedo y seco. Su temperatura anual es de 13C.
| Parámetros climáticos promedio de Dezhou （1971－2000） | Parámetros climáticos promedio de Dezhou （1971－2000） | Parámetros climáticos promedio de Dezhou （1971－2000） | Parámetros climáticos promedio de Dezhou （1971－2000） | Parámetros climáticos promedio de Dezhou （1971－2000） | Parámetros climáticos promedio de Dezhou （1971－2000） | Parámetros climáticos promedio de Dezhou （1971－2000） | Parámetros climáticos promedio de Dezhou （1971－2000） | Parámetros climáticos promedio de Dezhou （1971－2000） | Parámetros climáticos promedio de Dezhou （1971－2000） | Parámetros climáticos promedio de Dezhou （1971－2000） | Parámetros climáticos promedio de Dezhou （1971－2000） | Parámetros climáticos promedio de Dezhou （1971－2000） | Parámetros climáticos promedio de Dezhou （1971－2000） |
| Mes                                                     | Ene.                                                    | Feb.                                                    | Mar.                                                    | Abr.                                                    | May.                                                    | Jun.                                                    | Jul.                                                    | Ago.                                                    | Sep.                                                    | Oct.                                                    | Nov.                                                    | Dic.                                                    | Anual                                                   |
| ------------------------------------------------------- | ------------------------------------------------------- | ------------------------------------------------------- | ------------------------------------------------------- | ------------------------------------------------------- | ------------------------------------------------------- | ------------------------------------------------------- | ------------------------------------------------------- | ------------------------------------------------------- | ------------------------------------------------------- | ------------------------------------------------------- | ------------------------------------------------------- | ------------------------------------------------------- | ------------------------------------------------------- |
| Temp. máx. abs. (°C)                                    | 16.3                                                    | 22.4                                                    | 26.7                                                    | 32.4                                                    | 39.0                                                    | 39.4                                                    | 38.7                                                    | 36.1                                                    | 33.7                                                    | 31.9                                                    | 26.6                                                    | 17.7                                                    | '                                                       |
| Temp. media (°C)                                        | −2.4                                                    | 0.2                                                     | 6.6                                                     | 14.8                                                    | 20.6                                                    | 25.4                                                    | 26.7                                                    | 25.7                                                    | 20.9                                                    | 14.4                                                    | 6.2                                                     | −0.3                                                    | 13.2                                                    |
| Temp. mín. abs. (°C)                                    | −20.1                                                   | −19.1                                                   | −14.7                                                   | −2.0                                                    | 4.6                                                     | 10.5                                                    | 14.9                                                    | 15.0                                                    | 5.8                                                     | −1.4                                                    | −10.7                                                   | −16.3                                                   | '                                                       |
| Precipitación total (mm)                                | 3.8                                                     | 5.6                                                     | 10.7                                                    | 22.2                                                    | 31.0                                                    | 79.1                                                    | 187.9                                                   | 132.8                                                   | 48.6                                                    | 27.0                                                    | 12.1                                                    | 4.9                                                     | 565.7                                                   |
| Días de precipitaciones (≥ 1 mm)                        | 1.8                                                     | 2.9                                                     | 3.8                                                     | 4.6                                                     | 6.0                                                     | 8.1                                                     | 12.2                                                    | 9.2                                                     | 6.7                                                     | 4.9                                                     | 3.7                                                     | 2.5                                                     | 66.4                                                    |
| Fuente: 中国气象局公共气象服务中心 2012年12月12日       |                                                         |                                                         |                                                         |                                                         |                                                         |                                                         |                                                         |                                                         |                                                         |                                                         |                                                         |                                                         |                                                         |

Dezhou produce el 10% de las instalaciones solares térmicas de China. El 90% de las viviendas de la ciudad funcionan con calefacción, agua caliente y aire acondicionado de origen solar. También los semáforos y parte del alumbrado público son solares. Solía ser conocida principalmente como una ciudad productora de pollo. Hoy es anunciada como la Ciudad Solar de China.